# Limestone Coast
Limestone Coast to nazwa rejonu położonego w południowo-wschodniej części stanu Australia Południowa, rozciągającego się wzdłuż wschodniego brzegu Wielkiej Zatoki Australijskiej. Znajdują się tam miasta Bordertown, Millicent, Mount Gambier, Naracoorte, Beachport, Kingston SE i Robe, a także trzy duże obszary winnic Coonawarra, Padthaway i Mount Benson.